# Радянська участь у зміні режиму
Радянська участь у зміні режиму мала як відкриті, так і приховані діяння, спрямовані на зміну, заміну чи збереження іноземних урядів.
Під час Другої світової війни СРСР сприяв поваленню багатьох нацистських німецьких або імперських японських маріонеткових режимів, зокрема у Східній Азії та більшій частині Європи. Радянські сили також сприяли припиненню правління Адольфа Гітлера над Німеччиною.
Після Другої світової війни радянський уряд боровся із США за глобальне лідерство та вплив у контексті холодної війни. Він розширив географічний обсяг своїх дій за межі своєї традиційної сфери діяльності. Крім того, СРСР та Росія втручались у національні вибори багатьох країн. В одному дослідженні вказувалося, що СРСР та Росія залучили 36 заходів до іноземних виборів з 1946 по 2000 рік. СРСР ратифікував Статут ООН у 1945 р., Найвидатніший документ міжнародного права який юридично зобов'язував радянський уряд до положень Хартії, включаючи статтю 2 (4), яка забороняє загрозу чи застосування сили в міжнародних відносинах, за винятком у дуже обмежених обставинах. Тому будь-які юридичні вимоги, висунуті для виправдання зміни режиму іноземною державою, несуть на собі особливо тяжкий тягар.

## 1914—1941: Перша світова війна, революція, громадянська війна та міжвоєнний період

### 1910-ті

#### 1918: Фінляндія
Фінляндія протягом століття була автономною частиною Російської імперії. Вони повільно втрачали свою автономію, проте це закінчилося Лютневою революцією в 1917 році. Це змусило Фінляндію поставити під сумнів питання про те, якою повинна бути її роль зараз і чи має Фінляндія бути незалежною. Консерватори та соціалісти у Фінляндії почали політичну боротьбу. Соціал-демократи взяли певну владу за допомогою «Закону верховної влади», тоді як ліві намагалися розпочати повстання, яке зазнало невдачі. Після програшу на жовтневих виборах у Фінляндії 1917 року робітничий рух радикалізувався вліво проти поміркованої політики. Після Жовтневої революції більшовики взяли під контроль більшу частину Росії і підписали та прийняли перемир'я 7 грудня 1917 р. Оскільки це відбувалося, парламент Фінляндії агітував за незалежність. 4 грудня 1917 р. Сенат вніс Декларацію незалежности Фінляндії, і незабаром вона була прийнята парламентом 6 грудня 1917 р. Соціал-демократи та соціалісти в країні виступили проти, оскільки вони хотіли подати власну Декларацію. Врешті-решт вони поїхали до Леніна просити дозволу піти разом із ним. Ленін думав, що незалежні нації матимуть власні революції пролетаріату і пізніше об'єднаються з Росією. Більшовики були зосереджені на розгромі Білої армії в Російській громадянській війні, проте вони були зацікавлені в тому, щоб повернути контроль над цими колишніми територіями, незалежно від їх анексії, або фінансування інших лівих у цих країнах, щоб пізніше взяти і, можливо, об'єднатися з Росією. Прикладом останньої стала нетривала громадянська війна у Фінляндії. Після проголошення незалежности Фінляндія напруженість між лівими та правими лише погіршилася. У січні 1918 р. Обидві групи почали здійснювати оборонні рухи та протидіяти одна одній.  12 січня 1918 р. Парламент Фінляндії прийняв закон, що дозволяє Сенату встановити порядок з армією на чолі з колишнім російським генералом Фінляндії Карлом Густафом Емілем Маннергеймом.  Напруга кипіла, поки ліві не мобілізували свої сили 27 січня 1918 р., І так розпочалася громадянська війна. Незабаром це спричинило формування Червоної армії, що представляла ліву, та Білої армії, що представляла праву. Біла армія має підтримку Німецької імперії, яка хотіла створити фінську маріонеткову монархію. Червона Армія утворила Фінляндську соціалістичну робітничу республіку і була підтримана більшовиками. Поки вони були лівими, Червона Армія була ідеологічно демократичними соціалістами, а не більшовиками, хоча було кілька фінських більшовиків, які бажали анексії.  Крім того, фінська Червона армія була проти возз'єднання з Росією, коли вони перемогли, і це спричинило чвари між ними обома. Окрім того, Німеччина та більшовики в даний час вели переговори в Бресті-Лівтоську з метою припинення війни на Східному фронті. Німці задіяли переговори, щоб більшовики менше брали участь у війні. більшовики обіцяли, коли прийшли до влади, вийти з Першої світової війни. Врешті-решт вони досягли успіху, і 3 березня 1918 року між Німецькою імперією було підписано Брест-Лівтоський договір, де більшовики вийшли з Першої світової війни, передавши більшу частину східної території колишньої Російської імперії, включаючи Фінляндію.  Хоча певна підтримка залишалася, білі в підсумку виграли громадянську війну 15 травня 1918 року. Незважаючи на те, що німці втратять владу над Фінляндією після того, як програли Першу світову війну.

### 1920-ті

#### 1921—1924: Монголія

Розташування Монголії

Під час Монгольської революції 1911 р. Монголія проголосила незалежність від династії Цин у Китаї, якою керував Богд-хан. У 1912 році династія Цин зазнала краху в складі Китайської Республіки. У 1915 р. Росія та Китай підписали угоду про Кіату, зробивши її автономною. Однак, коли спалахнула Російська громадянська війна, Китай, працюючи з монгольськими аристократами, повернув Монголію в 1919 році. У той же час розгорілася Російська громадянська війна, і до 1921 Біла Армія почала програвати Червоній Армії. Один із командирів, Роман Унгерн фон Штернберг, побачив це і вирішив залишити Білу армію своїми силами. У 1920 році він ввів свою армію до Монголії і повністю завоював її до лютого 1921 року, повернувши Богу-хана до влади. Більшовики були стурбовані Штернбергом і на прохання Монгольської народної партії вторглися в Монголію в серпні 1921 року, допомагаючи з Монгольською революцією 1921 року. Ради рухалися з багатьох напрямків і захопили багато місць у країні. Штернберг відбився і вступив у СРСР, але 15 вересня 1921 року він був схоплений і вбитий радянськими військами. Ради утримували Бодд-хана при владі як конституційного монарха, сподіваючись зберегти добрі стосунки з Китаєм, продовжуючи окупувати країну. Однак, коли Богд-хан помер у 1924 році, монгольський революційний уряд заявив, що ніякі перевтілення не приймаються, і створив Народну Республіку Монголія, яка існувала б при владі до 1992 року.

#### 1929: Танну Тува

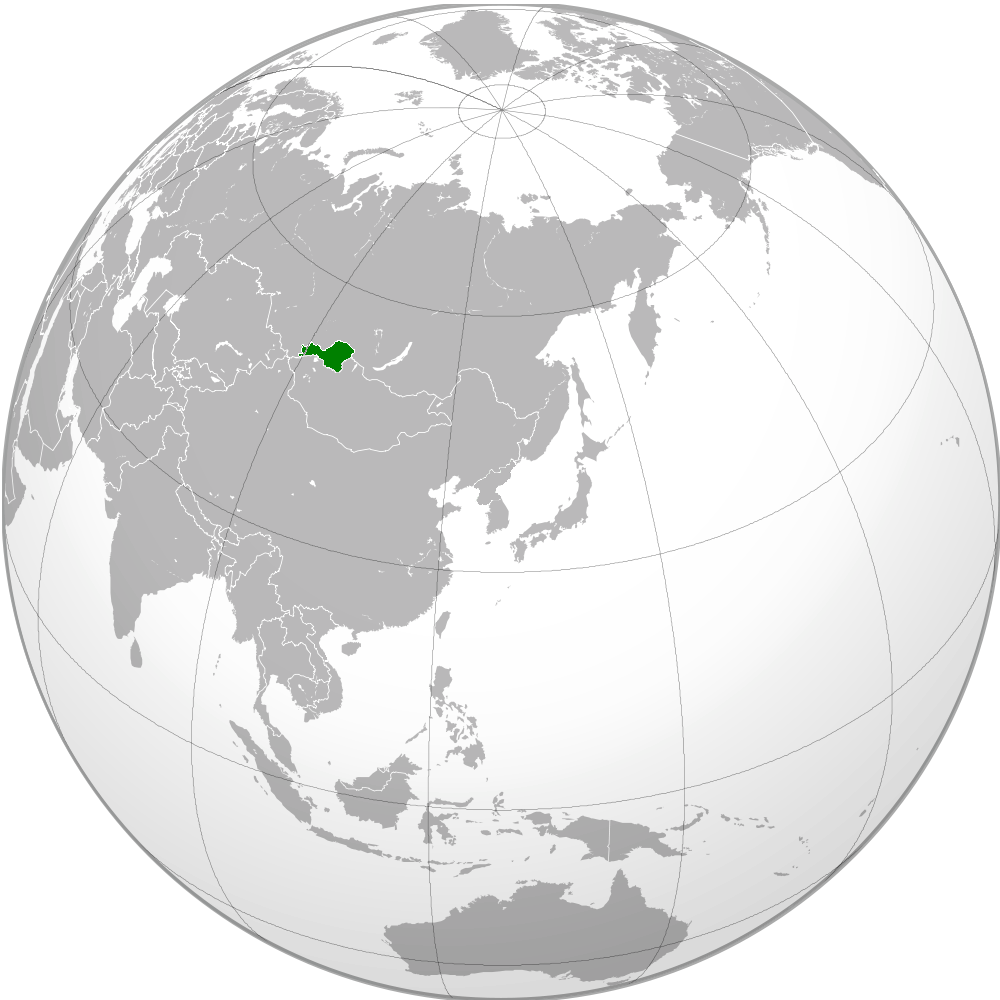
Розташування Тувінської Народної Республіки (сучасні межі)

Після падіння династії Цін провінція Танну Уріанхай стала незалежною, а потім стала протекторатом Російської імперії. Під час Російської громадянської війни Червона Армія створила Тувінську народну республіку. Він знаходився між Монголією та СРСР і був визнаний лише двома країнами.  Їх прем'єр-міністром був Дондук Куулар, колишній лама, який мав багато зв'язків із ламами, присутніми в країні.  Він намагався поставити свою країну на теократичний і націоналістичний шлях, намагався засіяти тісніші зв'язки з Монголією і зробив буддизм державною релігією.  Він також був стійкий до політики колективізації СРСР. Це насторожувало та дратувало Йосипа Сталіна, лідера СРСР. СРСР створив би підставу для державного перевороту. Вони заохочували рух «Революційний союз молоді» і виховували багатьох із них у Комуністичному університеті трудящих Сходу. У січні 1929 року п'ятеро молодих людей, які здобули освіту в школі, за підтримки СРСР здійснили переворот і скинули Куулара, ув'язнивши, а згодом і стративши. Новим главою країни став Салчак Тока. За нового уряду була реалізована політика колективізації. У країні було розпочато чистку проти аристократів, буддистів, інтелектуалів та інших політичних дисидентів, внаслідок чого також відбудеться знищення багатьох монастирів.

#### 1929: Афганістан
Після третьої англо-афганської війни Афганістан мав повну незалежність від Британської імперії, і міг створити власні зовнішні відносини. Король Афганістану Аманулла Хан вступив у відносини із СРСР, серед багатьох інших країн, наприклад, підписавши угоду про нейтралітет. Був також підписаний ще один договір, який давав територію Афганістану за умови, що вони припинять рейди Басмачі в СРСР. З продовженням його правління хан Аманулла став менш популярним, і в листопаді 1928 року повстанці повстали на сході країни. Сакавісти дозволили повстанцям Басмачі з СРСР діяти всередині країни після приходу до влади. СРСР направив до Афганістану 1000 військових на підтримку хана Аманулла. Коли Аманулла втік з країни, Червона Армія вийшла з Афганістану. Незважаючи на вихід СРСР, саквалісти зазнають поразки пізніше, у 1929 р.

### 1930-ті

#### 1934: Сіньцзян
У 1934 р. Війська Ма Чжун'іна за підтримки уряду Гоміньдану Китайської Республіки були на межі розгрому радянського клієнта Шен Шицая під час битви під Урумчі (1933—1934) під час повстання Кумула. Будучи хуей (китайський мусульманин), він раніше відвідував Військову академію Вампоа в Нанкіні в 1929 році, коли нею керував Чан Кайши, який також був головою Гоміндану і лідером Китаю. [4] [5] Потім після закінчення академії його повернули до Ганьсу і він бився в повстанні Кумул, де за мовчазної підтримки уряду Гоміндану Китаю він спробував скинути прорадянський уряд провінції, очолений спочатку Губернатор Джин Шурен, а потім Шен Шикай. Ма вторглася в Сіньцзян на підтримку прихильників кумульського ханства і отримала офіційне схвалення та призначення від Гоміндану 36-ю дивізією. Наприкінці 1933 р. Командуючий китайським провінцією Хань генерал Чжан Пейюань та його армія перейшли з боку провінційного уряду на сторону Чжуніня і приєдналися до нього у війні проти провінційного уряду Цзінь Шурена.

Синьцзян у Китаї

У 1934 році дві бригади з близько 7000 радянських військовослужбовців ГПУ, підкріплені танками, літаками та артилерією з іпритом, перетнули кордон, щоб допомогти Шенгу Шикаю отримати контроль над Сіньцзяном. Бригади отримали найменування «Алтайський» та «Тарбахатайський». [6] Маньчжурська армія Шен був бути жорстоко побитий у союзі Хань китайської армії під чолі з генералом Чжан Peiyuan, і відділу 36-й главі Zhongying, [7], який воював під прапором Гоміньдану Китайської Республіки уряду. Об'єднані радянсько-білі російські сили отримали назву «Алтайські добровольці». Радянські солдати переодягались у форму, у якій відсутня маркування, і були розпорошені серед білих росіян. Незважаючи на його ранні успіхи, сили Чжана були розбиті під Кулью і Чугучак, і він покінчив життя самогубством після битви на перевалі Муцарт, щоб уникнути захоплення.[8]
Незважаючи на його ранні успіхи, сили Чжана були розбиті під Кулью і Чугучак, і він покінчив життя самогубством після битви на перевалі Муцарт, щоб уникнути захоплення. Незважаючи на те, що Рада перевершувала 36-ту дивізію як за живою силою, так і за технологією, вони були затримані тижнями і понесли серйозні жертви. 36-й дивізії вдалося зупинити радянські війська у постачанні Шенгу військової техніки. Китайські мусульманські війська на чолі з Ма Ши-міном утримували вищі сили Червоної армії, озброєні кулеметами, танками та літаками, близько 30 днів. [9]

Коли повідомлення про те, що китайські війська перемогли та вбили радянських військ, досягли китайських в'язнів в Урумчі, вони, як повідомляється, були так радісні, що стрибали в своїх камерах. Ма Хушан, заступник командира дивізії 36-ї дивізії, став добре відомим завдяки перемогам над російськими силами під час вторгнення.
Ма Хушан, заступник командира дивізії 36-ї дивізії, став добре відомим завдяки перемогам над російськими силами під час вторгнення. Чан Кайши був готовий послати Хуан Шаохуна та його експедиційну частину, яку він зібрав для надання допомоги Чжунїну проти Шенга, але коли Чанг почув про вторгнення СРСР, він вирішив відступити, щоб уникнути міжнародного інциденту, якщо його війська безпосередньо залучатимуться до Рад.

#### 1936—1939: Іспанія
Новостворена Друга Іспанська республіка напружилася через політичний розкол між правою та лівою політикою. На загальних виборах в Іспанії 1936 р. Ліва коаліція, яка називається «Народний фронт», отримає вузьку більшість. Як результат, праве крило, відоме під назвою Фаланж, здійснило переворот проти Республіки, і хоча вони зайняли значну територію, їм не вдалося повністю захопити Іспанію, почавши Іспанську громадянську війну.  Існували дві фракції у війні: праве крило Націоналісти, які включали в себе фашистську Falange, монархісти, традиціоналісти, багаті землевласники, і консерватори, які в кінцевому підсумку опинитися під чолі з Франсиско Франко, і ліве крило республіканців, які включали анархістів, соціалістів, лібералів та комуністів.
Громадянська війна отримала б багато міжнародної уваги, і обидві сторони отримали б іноземну підтримку як за допомогою добровольців, так і безпосередньої участі. І нацистська Німеччина, і фашистська Італія надали відкриту підтримку націоналістам. У той час СРСР проводив офіційну політику невтручання, але хотів протистояти Німеччині та Італії. Сталін працював навколо ембарго Ліги Націй і забезпечував республіканців зброєю, і, на відміну від Німеччини та Італії, робив це приховано.  Перевезення зброї, як правило, було повільним і неефективним, і багато зброї було втрачено  але Ради в підсумку ухилялися від виявлення націоналістів, використовуючи помилкові прапори.  Незважаючи на зацікавленість Сталіна допомогти республіканцям, якість озброєнь була непослідовною. Багато гвинтівок та польових гармат були старими, застарілими чи іншим чином обмеженим використанням (деякі датуються 1860-ми роками), але танки Т-26 та БТ-5 були сучасними та ефективними в бою.  СРСР постачав літаки, які зараз перебувають на озброєнні, власними силами, але літаки, які Німеччина надала націоналістам, виявилися вищими до кінця війни.  СРСР направив до Іспанії 2000—3000 військових радників, і хоча одночасно радянські військові сили складали менше 500 чоловік, радянські добровольці часто експлуатували танки та літаки радянського виробництва, особливо на початку війни.     Республіка розрахувалась за радянську зброю офіційними золотими запасами Банку Іспанії, 176 тонн яких було передано через Францію, а 510 — безпосередньо Росії, яку називали московським золотом.  У той же час СРСР скерував комуністичні партії у всьому світі на організацію та вербування Міжнародних бригад. Водночас Сталін намагався взяти владу всередині республіканців. У республіканців було багато антисталінських та антирадянських фракцій, як-от анархісти та тротиски. Сталін заохочував діяльність НКВС (Народного комісаріату внутрішніх справ) всередині республіканців та Іспанії.

Розташування Іспанії

Каталонський комуніст Андрес Нін Перес, соціалістичний журналіст Марк Рейн, лівий академік Хосе Роблес та інші були вбиті в операціях в Іспанії під керівництвом багатьох шпигунів та сталіністів, як-от Вітторіо Відалі («Comandante Contreras»), Іосиф Григулевич, Михайло Кольцов та, найвидатніший Олександр Михайлович Орлов. НКВС також орієнтувався на націоналістів та інших, яких вони вважали політично проблематичними для їх цілей. Зрештою республіканці розпочали міжусобиці між комуністами та анархістами, оскільки обидві групи намагалися сформувати власні уряди. З іншого боку, націоналісти були набагато уніфікованішими, ніж республіканці, і Франко зміг зайняти більшу частину території Іспанії, включаючи Каталонію, важливий район підтримки лівих крил, і, з розпадом Мадрида, війна закінчилася з перемогою націоналістів.

#### 1939—1940: Фінляндія

Розташування Фінляндії в її регіоні

30 листопада 1939 р. СРСР вторгся у Фінляндію, через три місяці після початку Другої світової війни, і закінчився через три з половиною місяці Московським мирним договором 13 березня 1940 р. Ліга Націй визнала напад незаконним і виключила СРСР із організації. Конфлікт розпочався після того, як Ради прагнули отримати фінську територію, вимагаючи, серед інших поступок, Фінляндії поступитися значними прикордонними територіями в обмін на землю в інших місцях, вимагаючи міркувань безпеки — насамперед захист Ленінграда, 32 км (20 ми) від фінського кордону. Фінляндія відмовила, тому СРСР вторгся в країну. Багато джерел роблять висновок, що СРСР мав намір завоювати всю Фінляндію, і як підтвердження цього використовують створення маріонеткового фінсько-комуністичного уряду та секретні протоколи пакту Молотова — Ріббентропа[F 8]. Фінляндія відбивала радянські напади більше двох місяців та завдавала значних втрат загарбникам, тоді як температури коливались до –43 °C (−45 °F). Після реорганізації радянських військових та прийняття іншої тактики в лютому вони відновили наступ і подолали оборону Фінляндії. Військові дії припинилися в березні 1940 р. Підписанням Московського мирного договору. Фінляндія передала Радянському Союзу 11 відсотків своєї території, що становить 30 відсотків її економіки. Радянські втрати були великими, і міжнародна репутація країни постраждала. Завоювання СРСР перевищували довоєнні вимоги, і СРСР отримав значну територію вздовж Ладозького озера та на півночі Фінляндії. Фінляндія зберегла суверенітет та зміцнила свою міжнародну репутацію. Погана робота Червоної армії спонукала Адольфа Гітлера до думки, що напад на СРСР був би успішним, і підтвердила негативні думки Заходу щодо радянських військових. Після 15 місяців Тимчасового миру, в червні 1941 року, нацистська Німеччина розпочала операцію «Барбаросса» і почалася війна продовження між Фінляндією та СРСР.

### 1940-ті

Розташування Ірану в його регіоні

#### 1940: Естонія, Латвія, Литва

Планові та фактичні поділи Європи, згідно з Пактом Молотова — Ріббентропа, з подальшими корективами

СРСР окупував країни Балтії під егідою Пакту Молотова — Ріббентропа 1939 р. У червні 1940 р.   Потім вони були включені до складу СРСР як складові республіки в серпні 1940 року, хоча більшість  Західні держави ніколи не визнавали їх включення.   22 червня 1941 року нацистська Німеччина напала на СРСР і за кілька тижнів окупувала країни Балтії. У липні 1941 року Третій Рейх включив територію Балтії до свого Рейхскомісаріату Остланд. В результаті наступу Червоної Армії на Балтію 1944 р. СРСР відвоював більшість країн Балтії і затримав решту німецьких військ у Курляндському мішку до їх офіційної капітуляції в травні 1945 р.  окупація" (нім. Annexionsbesetzung) або окупація sui generis  балтійських країн тривала до серпня 1991 р., коли три країни відновили свою незалежність. Самі країни Балтії, США та їх суди, Європейський парламент, Європейський суд з прав людини  та Рада з прав людини ООН заявили, що ці три країни були вторгнені, окуповані та незаконно включені до складу СРСР згідно положень Пакту Молотова — Ріббентропа 1939 року. Потім була окупація нацистською Німеччиною з 1941 по 1944 рік, а потім знову окупація СРСР з 1944 по 1991 рік  Ця політика невизнання породила принцип правової безперервности країн Балтії, який стверджує, що де-юре, або як право, країни Балтії залишалися незалежними державами під незаконною окупацією протягом усього періоду з 1940 по 1991 рр.

У своїй переоцінці радянської історії, яка розпочалася під час перебудови в 1989 році, СРСР засудив таємний протокол 1939 року між Німеччиною та нею.   Однак СРСР ніколи офіційно не визнавав свою присутність у країнах Балтії як окупацію або що він анексував ці держави  і розглядав Естонську, Латвійську та Литовську Радянські Соціалістичні Республіки як три з його складових республік. З іншого боку, Російська Радянська Федеративна Соціалістична Республіка визнала в 1991 році, що події 1940 року були «анексією».  Націоналістично-патріотична  російська історіографія та шкільні підручники продовжують стверджувати, що країни Балтії добровільно приєдналися до СРСР після того, як усі їх народи здійснили соціалістичні революції, незалежні від радянського впливу.  Пострадянський уряд Російської Федерації та його державні чиновники наполягають на тому, що включення країн Балтії відповідало міжнародному праву   та отримало визнання де-юре угодами, укладеними в лютому 1945 року в Ялті та липні — серпні 1945 р. Потсдамські конференції та Гельсінські угоди 1975 р. які проголосили недоторканість існуючих кордонів.  Однак Росія погодилася з вимогою Європи «допомогти особам, депортованим з окупованих країн Балтії» після вступу до Ради Європи в 1996 році. Крім того, коли Російська Радянська Федеративна Соціалістична Республіка підписала окремий договір із Литвою в 1991 р., Вона визнала, що анексія 1940 р. Була порушенням суверенітету Литви, і визнала de jure наступність литовської держави. Більшість західних урядів стверджували, що суверенітет Балтії не був законно замінений і, отже, продовжував визнавати балтійські держави суверенними політичними утвореннями, представленими легаціями, призначеними балтійськими державами до 1940 р., Які функціонували у Вашингтоні та деінде.   Країни Балтії фактично відновили незалежність у 1991 році під час розпаду СРСР. Росія почала виводити свої війська з балтійських країн (починаючи з Литви) у серпні 1993 року. Повний вивід військ, розміщених Москвою, закінчився в серпні 1994 р.  Росія офіційно припинила свою військову присутність у Балтійському регіоні в серпні 1998 року виведенням з експлуатації радіолокаційної станції Скрунда-1 в Латвії. Демонтовані установки були репатрійовані в Росію, а ділянка повернута під контроль Латвії, причому останній російський солдат залишив землю Балтії в жовтні 1999 р.

## 1941—1953: Друга світова війна, формування Східного блоку, створення радянських держав-сателітів, останні роки правління Сталіна
Політика СРСР під час Другої світової війни була нейтральною до серпня 1939 року, а потім дружні стосунки з Німеччиною з метою розрізання Східної Європи. СРСР допомагав постачати Німеччині нафту та боєприпаси, коли його армії котились по Західній Європі в травні — червні 1940 року. Незважаючи на неодноразові попередження, Сталін відмовився вірити, що Гітлер планував повну війну проти СРСР;  він був приголомшений і тимчасово безпорадний, коли Гітлер вторгся в червні 1941 року. Сталін швидко змирився з Британією та США, закріпленими в результаті низки зустрічей на вищому рівні. Дві країни постачали військові матеріали у великій кількості через оренду.  Існувала певна координація військових дій, особливо влітку 1944 р. За домовленістю з союзниками на Тегеранській конференції в листопаді 1943 р. Та Ялтинській конференції в лютому 1945 р., СРСР увійшов до Тихоокеанського театру Другої світової війни протягом трьох місяців після закінчення війни в Європі. Вторгнення почалося 9 серпня 1945 року, рівно через три місяці після капітуляції Німеччини в травні 8 (9 травня, 0:43 за московським часом). Хоча початок вторгнення припало на американські атомні бомбардування Хіросіми, 6 серпня, і лише за кілька годин до вибуху в Нагасакі 9 серпня, терміни вторгнення були заплановані заздалегідь і визначались термінами домовленостей у Тегерані та Ялті тривале нарощування радянських сил на Далекому Сході з часів Тегерану та дата капітуляції Німеччини якимось трьома місяцями раніше; 3 серпня маршал Василевський доповів прем'єр-міністру Йосифу Сталіну, що за необхідности він може напасти вранці 5 серпня. О 23:00 забайкальського часу (UTC + 10), 8 серпня 1945 р., Міністр закордонних справ СРСР Вячеслав Молотов повідомив японському послу Наотаке Сато, що СРСР оголосив війну Японії, і що з 9 серпня радянський уряд вважатиме себе війна з Японією.

### 1940-ті

#### 1941: Іран
Британська Співдружність та СРСР вторглися в Іран спільно в 1941 році під час Другої світової війни. Вторгнення тривало з 25 серпня по 17 вересня 1941 р. І отримало кодову назву «Операційне забезпечення». Його метою було захистити іранські нафтові родовища та забезпечити лінії постачання союзників (див. Перський коридор) для СРСР, бореться проти сил осі на Східному фронті. Хоча Іран був нейтральним, союзники вважали Реза-шаха доброзичливим до Німеччини, скинули його під час подальшої окупації і замінили його маленьким сином Мохаммедом Резою Пехлеві. 

#### 1944—1947: Румунія

Місцезнаходження Румунії

Коли Друга світова війна повернулася проти Осі, а СРСР переміг на Східному фронті, румунський політик Юліу Маніу вступив у таємні переговори з союзниками.  У той час Румунією управляла фашистська Залізна гвардія, а королем був її керівник. Румуни ввели велику кількість військ на фронт і сподівались повернути собі територію та вижити.  Після того, як Ради розпочали успішний наступ на Румунію, румунський король Майкл I зустрівся з Національно-демократичним блоком, щоб спробувати взяти на себе управління Король Михайло I намагався змусити лідера Залізної гвардії Іона Антонеску змінити сторону, але він відмовився. Тож король негайно наказав його заарештувати і в результаті державного перевороту перебрав уряд.  Румунія змінила сторону і почала боротьбу проти Осі. 
Однак СРСР все-таки окупував країну, і Сталін все ще хотів, щоб країна потрапила під його вплив.  Він наказав королю призначити Петру Грозу, кандидата від комунізму, прем’єр-міністром у березні 1945 р.   Одночасно комуністична партія створила загальні вибори в Румунії 1946 р. І обманним шляхом виграла їх.  Король, як і залізна гвардія, правив лише як фігурант, а комуністи взяли під контроль країну.  У 1947 р. Паризькі мирні договори дозволили військам Червоної Армії продовжувати окупувати країну. Як і в 1947 році комуністи змусили короля зректися престолу і залишити країну, а згодом скасувавши монархію.   Комуністи проголосили Соціалістичну Республіку Румунія в Бухаресті, яка була доброзичливою і прив'язаною до Москви. Радянська окупація Румунії тривала до 1958 року.

#### 1944—1946: Болгарія

Розташування Болгарії

Спочатку Королівство Болгарія приєдналося до Осі, щоб отримати територію та бути захищеним від СРСР. Болгарія також хотіла відбитися від комуністів у країні, які мали вплив в армії. Незважаючи на це, Болгарія не надто брала участь у війні, не приєднуючись до жодної операції «Барбаросса» і не відмовляючись відправляти своє єврейське населення до концтаборів.  Однак у 1943 р. Цар Борис III помер, і Вісь починала програвати на Східному фронті. Болгарський уряд вів переговори з союзниками і вийшов із війни в серпні 1944 р. Незважаючи на це, він відмовився вислати німецькі війська, які все ще знаходилися в країні. СРСР відповів вторгненням у країну у вересні 1944 року, що збіглося з переворотом комуністів у 1944 році.  В результаті перевороту комуністичний Вітчизняний фронт взяв владу.  Новий уряд скасував монархію і стратив колишніх чиновників уряду, включаючи від 1000 до 3000 дисидентів, військових злочинців та монархістів у Народному суді, а також виславши царя Симеона II.    Після референдуму в 1946 р. Під керівництвом Георгія Димитрова була створена Народна Республіка Болгарія.  

#### 1944—1946: Польща

Місцезнаходження Польщі

17 вересня 1939 р. СРСР вторгся в Польщу зі сходу, через шістнадцять днів після вторгнення Німеччини в Польщу із заходу. Подальші воєнні операції тривали протягом наступних 20 днів і закінчились 6 жовтня 1939 р. Двостороннім поділом та анексією всієї території Другої Польської Республіки Німеччиною та СРСР.  Вторгнення СРСР до Польщі було таємно схвалено Німеччиною після підписання пакту Молотова — Ріббентропа 23 серпня 1939 р. 
Червона армія, яка значно перевершила польських захисників, досягла своїх цілей, зазнаючи лише обмеженого опору. Було захоплено приблизно 320 000 польських військовополонених.   Кампанія масових переслідувань у нещодавно придбаних районах розпочалася негайно. У листопаді 1939 р. Радянський уряд нібито анексував всю підпорядковану йому територію Польщі. Близько 13,5 млн. Польських громадян, які потрапили під військову окупацію, були перетворені на нових радянських підданих після показових виборів, проведених таємною поліцією НКВС в атмосфері терору   результати яких використовувались для легітимації застосування сили. Радянська кампанія політичних вбивств та інших форм репресій, націлена на польських діячів влади, як-от військові офіцери, міліція та священики, розпочалася хвилею арештів та стратами за короткий термін.    Радянське НКВС направило сотні тисяч людей зі Сходу Польщі до Сибіру та інших віддалених частин СРСР у чотирьох основних хвилях депортації між 1939 і 1941 роками.
Радянські війська окупували східну Польщу до літа 1941 року, коли їх витіснила німецька армія в ході операції «Барбаросса». Район перебував під німецькою окупацією, поки Червона Армія не відвоювала його влітку 1944 року. Угода на Ялтинській конференції дозволила Радянському Союзу анексувати майже всю свою частину Другої Польської Республіки в рамках Пакту Молотова — Ріббентропа, компенсуючи Народній Республіці Польща південну половину Східної Пруссії та території на схід від лінії Одер — Нейс.  СРСР охопив більшість завойованих приєднаних територій до складу Української Радянської Соціалістичної Республіки та Білоруської Радянської Соціалістичної Республіки. 
Після закінчення Другої світової війни в Європі СРСР 16 серпня 1945 року підписав нову прикордонну угоду з підтриманою СРСР та встановленою польською комуністичною маріонеткою державою. Ця угода визнала статус-кво новим офіційним кордоном між двома країнами, за винятком регіону навколо Білостока та незначної частини Галичини на схід від річки Сан навколо Перемишля, які згодом були повернуті Польщі. 

#### 1945—1949: Угорщина
Коли союзники були на шляху до перемоги у Другій світовій війні, Угорщиною керувала партія угорських стріл хреста під урядом національної єдности. Їм протистояли переважно наступаючі радянські та румунські сили. 13 лютого 1945 року сили захопили Будапешт, до квітня 1945 року німецькі війська були витіснені з країни.  Вони окупували країну і створили її як державу-супутник, яка називається Друга угорська республіка. На виборах у парламент Угорщини 1945 р. Незалежна партія дрібних власників набрала 57 % голосів виборців, тоді як комуністи набрали лише 17 %. У відповідь радянські сили відмовились дозволити партії взяти владу, а комуністи взяли під контроль державний уряд. За їх правління відбулася сталінізація країни, і за допомогою СРСР було направлено дисидентів до Гулагагу в Радянському Союзі, а також створено поліцію безпеки, відому як Державний орган охорони (AVO).   У лютому 1947 року поліція почала націлювати членів Незалежної партії дрібних власників та Національної селянської партії. Також у 1947 р. Угорський уряд змусив лідерів некомуністичних партій співпрацювати з урядом. Соціал-демократична партія була зайнята, а секретар Незалежної партії дрібних власників був направлений до Сибіру. У червні 1948 р. Соціал-демократи були змушені злитися з комуністами, утворивши Угорську партію робочого народу.  На парламентських виборах в Угорщині 1949 року виборцям був представлений лише список кандидатів-комуністів, а уряд Угорщини підготував нову конституцію з радянської Конституції 1936 року і вступив до Народної Республіки Угорщина, де фактичним лідером став Матьяш Ракоші. 

#### 1945: Німеччина

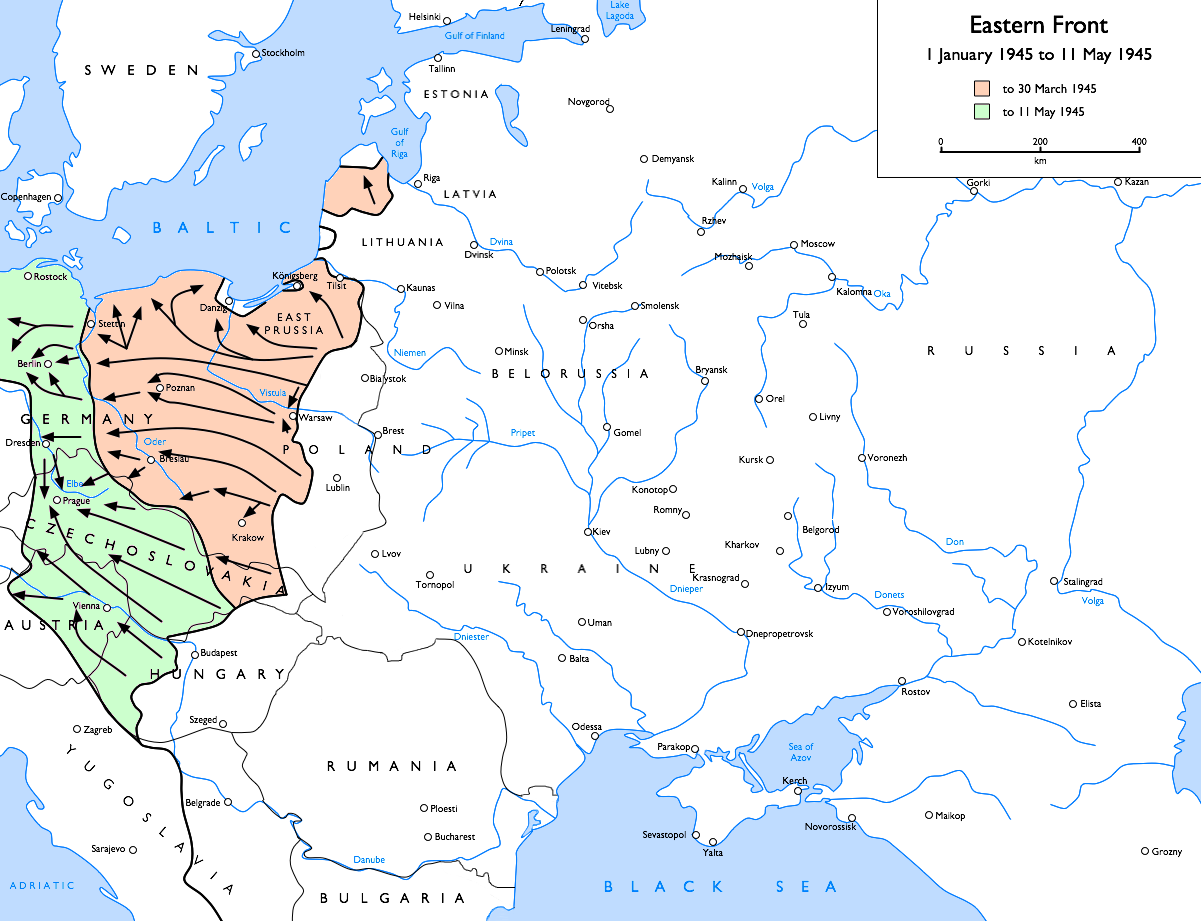
Радянські аванси з 1 січня 1945 року по 11 травня 1945 року:
to 30 March 1945

СРСР увійшов до Варшави 17 січня 1945 року, після того, як місто було зруйновано та покинуто німцями. Протягом трьох днів на широкому фронті, що включав чотири армійські фронти, Червона армія розпочала наступ Вісла-Одер через річку Нарів та з Варшави. Радянські війська переважали німців у середньому на 5—6: 1 у військах, 6: 1 у артилерії, 6: 1 у танках і 4: 1 у самохідній артилерії. Через чотири дні Червона Армія вибухнула і почала рухатися тридцять-сорок кілометрів на день, захопивши країни Балтії: Данциг, Східну Пруссію та Познань, і проклавшись на лінії в шістдесят кілометрах на схід від Берліна вздовж річки Одер. Протягом повного перебігу операції «Вісла — Одер» (23 дні) сили Червоної Армії зазнали 194 191 жертв (вбитими, пораненими та зниклими безвісти) та втратили 1267 танків та штурмових гармат.
Обмежена контратака (під кодовою назвою «Сонцестояння») новоствореною групою армій «Вісла» під командуванням рейхсфюрера-СС Генріха Гіммлера не вдалася до 24 лютого, і Червона армія виїхала на Померанію і очистила правий берег Одера Річка. На півдні спроби німців полегшити оточений гарнізон у Будапешті (з кодовою назвою «Операція Конрад») зазнали невдачі, і місто впало 13 лютого. 6 березня німці розпочали головний наступ війни — операцію «Весняне пробудження», яка не вдалася до 16 березня. 30 березня Червона Армія вступила до Австрії і 13 квітня захопила Відень.
OKW вимагав німецьких втрат на Східному фронті в січні та лютому 1945 р. На Східному фронті 77 000 вбитих, 334 000 поранених та 292 000 зниклих безвісти 
9 квітня 1945 р. Кенігсберг у Східній Пруссії остаточно потрапив до Червоної Армії, хоча розтрощені залишки групи армій «Центр» продовжували чинити опір на Віслинській косі і півострові Хель до кінця війни в Європі. Східно-прусська операція, хоча часто затьмарювалася операцією «Вісла — Одер» і пізнішою битвою за Берлін, насправді була однією з найбільших і найдорожчих операцій, які Червона Армія проводила протягом усієї війни. Протягом періоду, який тривав (13 січня — 25 квітня), це коштувало Червоній Армії 584 788 жертв та 3525 танків та штурмових гармат.
Падіння Кенігсберга дозволило Ставці звільнити 2-й Білоруський фронт (2БФ) генерала Костянтина Рокоссовського для переміщення на захід до східного берега Одера. Протягом перших двох тижнів квітня Червона Армія здійснила свою найшвидшу передислокацію війни. Загальні Георгій Жуков зосередив 1-го Білоруського фронту (1BF), який був розгорнутий вздовж річки Одер від Франкфурта на півдні до Балтійського моря, в районі перед Зееловских висотах. 2BF перемістився на позиції, що звільняються 1BF на північ від Сіловських висот. Поки тривала ця передислокація, в лініях залишились прогалини, і залишки німецької 2-ї армії, розлиті в кишеню біля Данцига, зуміли втекти через Одер. На південь генерал Іван Конєв переклав основну вагу 1-го Українського фронту (1UF) з Верхньої Сілезії на північний захід до річки Нейс.  Три радянських фронту були в цілому близько 2,5 мільйона чоловік (в тому числі 78,556 солдатів 1-ї польської армії): 6250 танків, 7500 літаків, 41 600 одиниць артилерії і мінометів, 3255 вантажівка -mounted катюша гранатомети, (по прізвиську «сталінські органи»), і 95 383 автотранспортних засобів, багато з яких виготовлені в США.

#### 1945—1950: Китай
9 серпня 1945 року СРСР вторгся до японської маріонеткової держави Маньчжоу-Го. Це була остання кампанія Другої світової війни і найбільша з радянсько-японської війни 1945 р., Яка відновила бойові дії між Союзом Радянських Соціалістичних Республік та Японською імперією після майже шести років миру. Радянські здобутки на континенті отримали Маньчжукуо, Менцзян (Внутрішня Монголія) та Північна Корея. Вступ СРСР у війну та поразка Квантунської армії були важливим фактором рішення японського уряду здатись беззастережно, оскільки стало очевидним, що СРСР не мав наміру виступати третьою стороною в переговорах про припинення бойових дій за умов терміни. 
Одночасно напруга починала спливати між Комуністичною партією Китаю (КПК) та Гомінданом (КМТ), відомими як комуністи та націоналісти, відповідно. Ці дві групи припинили боротьбу за створення Об'єднаного фронту, щоб відбити Японську імперію. Під час Другої китайсько-японської війни КПК отримала багато членів завдяки своєму успіху проти японців. Бої навіть призвели до розпуску Об'єднаного фронту в 1941 році.  Протягом війни з японцями існувала напруженість і випадки боїв, однак СРСР і США переконалися, що вони залишаються в достатній кількості миру, щоб зупинити японців від перемоги у війні.  У березні 1946 р. СРСР відступить, залишивши більшу частину Маньчжурії комуністам. Також СРСР передав більшість зброї КПК, яку вони захопили у японців.   Між двома групами розпочались бої, і розпочалася війна, яка триватиме три роки. 
Комуністи змогли почати завойовувати свої позиції, і до 1948 р. Вони витіснили націоналістів і забрали все більше і більше Китаю. СРСР продовжував надавати допомогу КПК і навіть допомагав їм відібрати Сіньцзян у націоналістів. У жовтні 1949 року лідер комуністів Мао Цзедун проголосив Китайську Народну Республіку, фактично припинивши громадянську війну. У травні 1950 року останній із КМТ був повністю відтіснений від материкового Китаю, і Чан Кайши, лідер націоналістів, відступив на Тайвань і сформував Китайську Республіку.  І континентальний Китай, і СРСР залишалися добрими союзниками аж до китайсько-радянського Спліту після смерті Сталіна.

#### 1945—1953: Корея

Корея у своєму регіоні

Вибори в Кореї 1948 р. Контролювалися в основному Тимчасовою комісією ООН з питань Кореї (UNTCOK). СРСР заборонив вибори на півночі півострова  той час як США планували провести окремі вибори на півдні півострова, плану, проти якого як члени комісії виступили Австралія, Канада та Сирія.  За словами Горденкера, комісія діяла:
таким чином, щоб впливати на контрольні політичні рішення щодо виборів у Кореї. Більше того, UNTCOK свідомо і безпосередньо взяв участь у проведенні виборів 1948 року. 
Зіткнувшись із цим, УНТКОК врешті-решт рекомендував проводити вибори лише на півдні, але результати будуть обов'язковими для всієї Кореї. 
У червні 1950 року Північнокорейська народна армія Кім Ір Сена вторглася в Південну Корею. [58] Побоюючись, що комуністична Корея за диктатури Кім Ір Сена може загрожувати Японії та сприяти розвитку інших комуністичних рухів в Азії, Гаррі Трумен, тодішній президент Сполучених Штатів, здійснив військові дії США та отримав допомогу ООН для протидії Північній Кореї вторгнення. Ради бойкотували засідання Ради Безпеки ООН, протестуючи проти того, що Рада не зайняла місце в Китайській Народній Республіці, і, отже, не наклали вето на схвалення Радою заходів ООН проти вторгнення Північної Кореї. Для зупинення вторгнення приєдналися спільні сили ООН із Південної Кореї, США, Великої Британії, Туреччини, Канади, Австралії, Франції, Філіппін, Нідерландів, Бельгії, Нової Зеландії та інших країн. [59] Після вторгнення Китаю на допомогу північнокорейцям бої стабілізувались вздовж 38-ї паралелі, яка розділяла Кореї. Корейська угода про перемир'я була підписана в липні 1953 року після смерті Сталіна, який наполягав на тому, щоб північнокорейці продовжували воювати. [60]

#### 1948: Чехословаччина
Після Другої світової війни Чехословаччина перебувала під впливом СРСР, і під час виборів 1946 року комуністи набрали 38 % голосів.  Комуністи відчужували багатьох громадян у Чехословаччині завдяки застосуванню поліції та переговорам про колективізацію ряду галузей.  Сталін був проти демократичних способів взяти владу, оскільки комуністичні партії в Італії та Франції не змогли взяти владу. Взимку 1947 року комуністична партія вирішила здійснити державний переворот; СРСР прийшов би їх підтримати. Некомуністи намагалися діяти до того, як комуністи повністю захопили міліцію, але комуністи зайняли офіси некомуністів.  Армія під керівництвом міністра оборони Людвіка Свободи, який формально був безпартійним, але сприяв проникненню комуністів в офіцерський корпус, була обмежена в казарми і не втручалася.  Комуністи також погрожували загальним страйком. Едвард Бенеш, побоюючись прямого втручання СРСР і громадянської війни, здався і подав у відставку. 

#### 1948—1949: Югославія

Розташування Югославії

Під час Другої світової війни комуністичні югославські партизани були основним опором Осі в Югославії. Коли вісь була розгромлена, партизани взяли владу, а Йосип Броз Тіто став главою Югославії. Це було зроблено без великої радянської допомоги, тому Тіто було дозволено і він пройшов власний шлях наперекір Сталіну. Економічно він застосував інший погляд на СРСР і намагався перетворити Югославію в регіональну державу, поглинаючи Болгарію та Албанію в Югославію, а також фінансуючи грецьких комуністів у Грецькій громадянській війні, щоб також поглинути Грецію.  Сталін не схвалив цього і вигнав Югославію зі Східного блоку. У 1949 р. відбулося зосередження військ із метою запланованого вторгнення, яке так і не було здійснено.  Крім того, з 1945 р. СРСР мав шпигунську мережу в Югославії  і Сталін кілька разів намагався вбити Тіто. Сталін зауважив:
Я струшу мізинцем, і Тіто більше не буде.
Однак ці вбивства зазнали невдачі, і Тіто писав Сталіну: «Перестань відправляти людей, щоб мене вбили. Ми вже захопили їх п’ятьох, одного з бомбою, а іншого з гвинтівкою. [... ] Якщо ви не припините надсилати вбивць, я відправлю одного до Москви, а другого не доведеться». Югославія надалі стане одним із головних засновників та лідерів Руху неприєднання. 

#### 1948: Італія

Розташування Італії в її регіоні

На італійських виборах 1948 р., Описаних як «апокаліптичний тест на міцність між комунізмом і демократією» СРСР щомісяця спрямовував до комуністичних партій до 10 млн. Доларів і використовував свій вплив на італійські компанії за допомогою контрактів на їх підтримку, той час як адміністрація Трумена та Римо-католицька церква спрямували мільйони доларів на фінансування партії «Християнська демократія» та інших партій за допомогою Закону про військові повноваження 1941 року, крім постачання військових радників, для підготовки до потенційної громадянської війни :107–8. Зрештою християнські демократи перемогли з більшістю голосів:108–9.

## 1953—1991: відпочинок холодної війни

### 1950-ті

#### 1956: Угорщина

Місцезнаходження Угорщини

Після того, як сталінський диктатор Матяс Ракосі був замінений Імре Надь після смерті Сталіна [44] [ цитата не вказана ], а польський реформатор Владислав Гомулка зміг виконати деякі реформаторські прохання [45], що велика кількість протестуючих угорців склала список вимог угорської Революціонери 1956 року [46], включаючи вибори таємного голосування, незалежні трибунали та розслідування діяльності угорців Сталіна та Ракоші. За розпорядженням радянського міністра оборони Георгія Жукова радянські танки увійшли до Будапешта. [47] Атаки протестуючих проти парламенту змусили крах уряду. [48]
Новий уряд, який прийшов до влади під час революції, офіційно розформував угорську таємну поліцію, заявив про намір вийти з Варшавського договору та зобов'язався відновити вільні вибори. Потім радянське Політбюро перейшло до розгрому революції великою радянською силою, яка вторглася в Будапешт та інші регіони країни. [49] Приблизно 200 000 угорців втекли з Угорщини [50], близько 26 000 угорців були передані під суд новим урядом Яноша Кадара, встановленим СРСР, і з них 13 000 ув'язнені. [51] Імре Надь був страчений разом із Палом Малетером та Міклошем Гімесом після таємних процесів у червні 1958 року. До січня 1957 р. Угорський уряд придушив всю громадську опозицію. Ці жорстокі гнітючі дії угорського уряду відчужили багатьох західних марксистів, [ хто? ] все ж посилив комуністичний контроль у всіх європейських комуністичних державах, виховуючи уявлення про те, що комунізм був одночасно незворотним і монолітним.

### 1960-ті

#### 1960: США
Адлай Стівенсон II був кандидатом від президента від Демократичної Республіки в 1952 і 1956 роках, і Ради пропонували йому пропагандистську підтримку, якщо він знову балотується в президенти в 1960 році, але Стівенсон відмовився.  Натомість радянський лідер Микита Хрущов підтримав Джона Ф. Кеннеді на дуже близьких виборах проти Річарда Ніксона, з яким Хрущов зіткнувся в ході дебатів на кухні 1959 року.  1 липня 1960 року радянський МіГ-19 збив американський розвідувальний літак RB-47H в міжнародному повітряному просторі над Баренцевим морем, при цьому четверо екіпажів були вбиті і двоє захоплені радянськими військами: Джон Р. Маккоун і Фрімен Б. Олмстед.  Ради трималися за двох в'язнів, щоб уникнути надання Ніксону (який був чинним віце-президентом США) можливості похвалитися своєю здатністю працювати з Радами, і двох офіцерів ВВС звільнили кілька днів після інавгурації Кеннеді, 25 січня 1961 року. Пізніше Хрущов похвалився, що Кеннеді визнав радянську допомогу:
Ви маєте рацію. Я визнаю, ви зіграли свою роль на виборах і віддали свій голос за мене...
Колишній посол СРСР у США Олег Трояновський підтвердив визнання Кеннеді, але також цитував Кеннеді, сумніваючись у тому, що радянська підтримка змінила ситуацію:
Я не думаю, що це якось вплинуло на вибори.

#### 1961—1965: Конго-Леопольдвіль

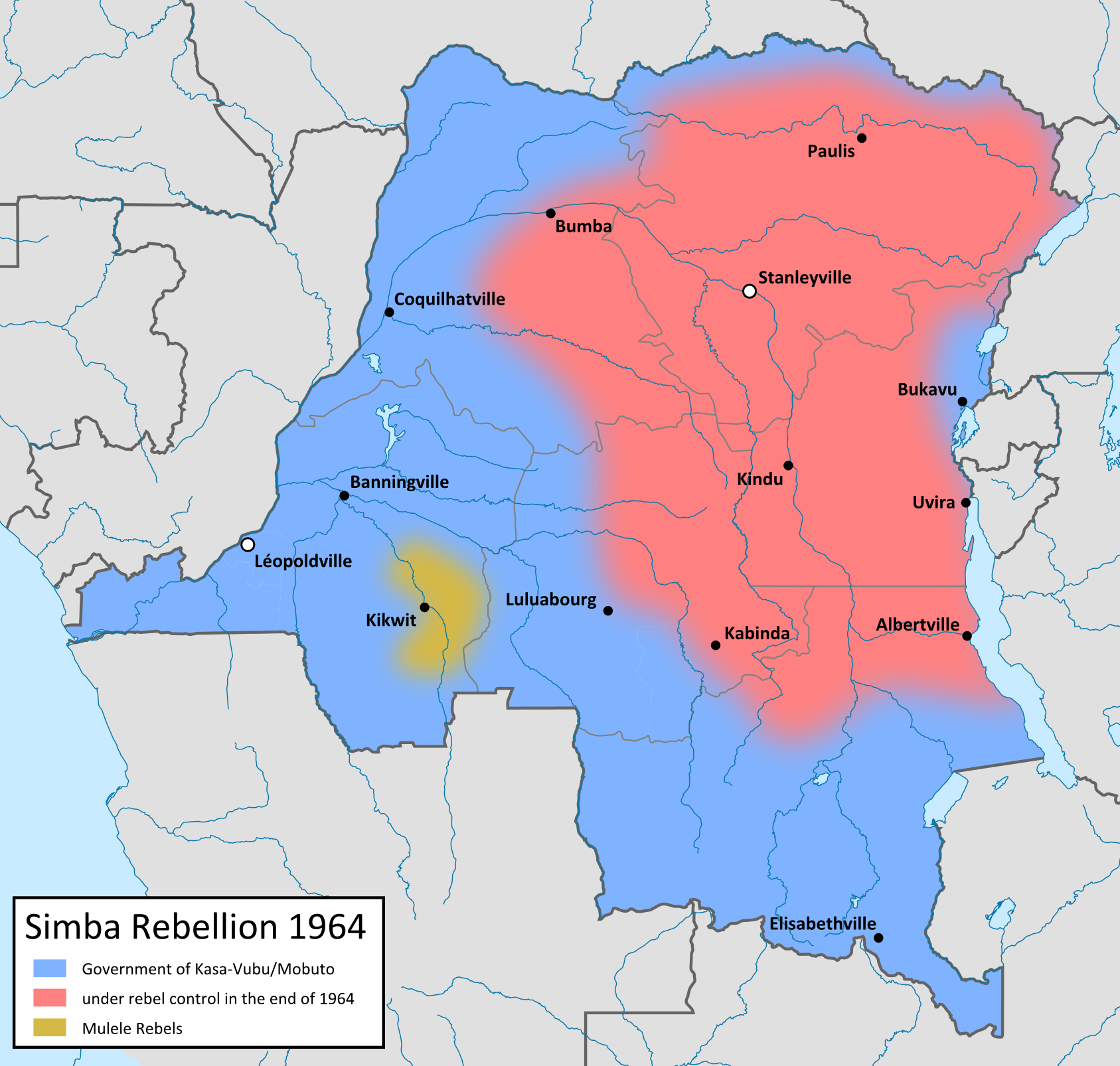
Повстання Сімби (червоне) та Повстання Квілу (помаранчеве) в Конго-Леопольдвіль

У 1960 році Бельгія, США та інші країни приховано скинули прем'єр-міністра Патріса Лумумбу в результаті державного перевороту, очолюваного Мобуту Сесе Секо. Згодом Секо почав отримувати підтримку з боку США. Багато політиків, які були союзниками Лумумби, були витіснені з уряду. Багато політиків-союзників Лумумби почали розпалювати невдоволення та незгоди. Вони сформували новий уряд у Стенлівіллі на сході країни під назвою Вільна Республіка Конго за підтримки СРСР. Врешті-решт прихильники Лумумби погодились приєднатися, проте після цього вони відчули себе обдуреними і знову виступили проти Мобуту в більш жорстокій формі опору. Маоїстський Мулеле почав Kwilu Rebellion, незабаром після того, як Крістофер Gbenye і Гастон Soumialot привів APL (Armée Populaire-визвольними), також відомий як Simbas, в східній частині Конго в Simba Повстання. 
Мобуту вже отримував допомогу від Сполучених Штатів, і Сімбас почав отримувати фінансування від СРСР разом з іншими країнами, також приєднаними до них. СРСР просив сусідні націоналістичні уряди допомогти повстанцям. Радянське керівництво пообіцяло, що воно замінить все озброєння, передане Сімбасам, але рідко це робило.  Для постачання повстанців СРСР транспортував обладнання вантажними літаками до Джуби в союзному Судані. Звідти суданці привезли зброю до Конго.  Однак ця операція дала зворотний результат, оскільки Південний Судан був вторгнутий у Першу громадянську війну в Судані. Суданська Anyanya бойовики влаштували засідку в результаті радянсько-суданських convoies поставки, і взяли зброю для себе.   Коли ЦРУ дізналося про ці напади, воно об'єдналося з Аніяною. Аньяня допомагав західним та конголезським військово-повітряним силам знаходити та знищувати табори повстанців Сімба та шляхи постачання.  Натомість суданським повстанцям було дано зброю для власної війни.  Розлючений радянською підтримкою повстанців, уряд Конго виселив із країни персонал посольства СРСР у липні 1964 року. Радянське керівництво у відповідь збільшило допомогу Сімбасам.  Також у 1965 році Че Гевара пішов і воював разом із майбутнім лідером Демократичної Республіки Конго Лораном-Дезіре Кабілою. 
Однак повстання почало руйнуватися з різних причин, включаючи погану координацію та відносини з СРСР, китайсько-радянський розкол, підтримку Мобуту з боку США та Бельгії, протидію повстанській тактиці та багато інших причин.    Хоча це було б зруйновано, Сімбас все ще утримував частини Східного Конго і чинив опір уряду до 1996 року під час Першої війни в Конго. 

#### 1964: Чилі

Місцезнаходження Чилі

У період з 1960 по 1969 рік радянський уряд фінансував Комуністичну партію Чилі в розмірі від 50 000 до 400 000 доларів на рік. На виборах у Чилі в 1964 році уряд США забезпечив фінансування кандидатом Едуардо Фрей Монтальва, чий опонент Сальвадор Альєнде був видатним марксистом, а також додаткове фінансування з метою нашкодити репутації Альєнде.  :38–9 Як сформулював ситуацію Густафсон:
Було ясно, що СРСР діяв у Чилі для забезпечення марксистського успіху, і з сучасної американської точки зору Сполучені Штати повинні були зірвати цей ворожий вплив: радянські гроші та вплив явно надходили в Чилі, щоб підірвати його демократію, тому Американське фінансування повинно було б надходити до Чилі, щоб зірвати цей згубний вплив.

#### 1965—1979: Родезія

Розташування Родезії, сьогоднішньої Республіки Зімбабве

До кінця XIX століття Британська імперія контролювала більшу частину Південної Африки. Сюди входили три колонії Північна Родезія та Південна Родезія, названі на честь Сесіл Родос, і Нясаленд, які утворили Федерацію Родезії та Нясаленда. Північна Родезія надалі стане незалежною, як Замбія та Нясаленд стануть Малаві.  Біла меншість керувала Південною Родезією з часів Другої світової війни. Однак британці зробили політику правління більшості як умову незалежности, а біла меншість Південної Родезії все ще хотіла зберегти владу.    11 листопада 1965 р. Південна Родезія проголосила незалежність і сформувала Родезію.   
У Родезії біла меншість все ще утримувала політичну владу і тримала більшу частину багатства країни, очолюючи її Яном Смітом. Родезія отримала б дуже слабке визнання у всьому світі, хоча вона мала б якусь приховану підтримку. Дві основні збройні групи піднялися з метою повалення білої меншини в 1964 році, за рік до проголошення незалежности Родезії. Обидві вони були марксистськими організаціями, які отримували підтримку з різних сторін китайсько-радянського Спліту. Одним із них був ZANU (Африканський національний союз Зімбабве), який організовував сільські райони і, таким чином, отримав підтримку з боку Китаю. Іншим був Запу (Африканський народний союз Зімбабве), який організовував переважно міські райони, отримуючи таким чином підтримку від СРСР. ZIPRA (Зімбабвеська народна революційна армія), збройне крило ЗАПУ, використовувало поради своїх радянських інструкторів у формулюванні свого бачення та стратегії народної революції. Близько 1400 радянських, 700 східнонімецьких та 500 кубинських інструкторів були розміщені в цьому районі.  Хоча обидві групи боролися проти уряду Родезії, вони також іноді билися між собою. Бої почалися за рік до незалежности Родезії.
Родезія не змогла пережити війну, оскільки в 70-х роках партизанська діяльність почала посилюватися. Врешті-решт, у 1978 році був досягнутий компроміс, коли країну було перейменовано в Зімбабве-Родезію. Цього все ще вважали недостатнім, і війна триватиме. Потім, після короткої британської реколонізації, Зімбабве була створена з лідером ЗАНУ Роберт Мугабе був обраний президентом.  На виборах 1980 р. ЗАПУ не здобув би більшості; пізніше вони злиються із ЗАНУ в 1987 році в ЗАНУ-ПФ. Зараз вони розділені.  

Місцезнаходження Чехословаччини

#### 1968: Чехословаччина
У 1968 році в Чехословаччині відбувся період політичної лібералізації, який називався Празька весна. Подія була спричинена кількома подіями, включаючи економічні реформи, що стосувалися економічного спаду на початку 1960-х.   У квітні чехословацький лідер Олександр Дубчек розпочав «Програму дій» щодо лібералізації, яка включала збільшення свободи преси, свободи слова та свободи пересування, поряд з економічним акцентом на споживчі товари, можливість багатопартійного уряду та обмеження влада таємної поліції.   Первинна реакція в Східному блоці була неоднозначною, угорський Янош Кадар висловив підтримку, тоді як радянський лідер Леонід Брежнєв та інші зростали стурбовані реформами Дубчека, які, як вони боялись, можуть послабити позиції Східного блоку під час холодної війни.   3 серпня представники СРСР, Східної Німеччини, Польщі, Угорщини, Болгарії та Чехословаччини провели зустріч у Братиславі та підписали Братиславську декларацію, декларація підтвердила непохитну вірність марксизму-ленінізму та пролетарському інтернаціоналізму та оголосила нестримну боротьбу проти «буржуазної» ідеології та всіх «антисоціалістичних» сил.
У ніч з 20 на 21 серпня 1968 року армії Східного блоку з чотирьох країн Варшавського договору — СРСР, Болгарії, Польщі та Угорщини — вторглися в Чехословаччину.   Вторгнення відповідало доктрині Брежнєва, політиці примушування держав Східного блоку підпорядковувати національні інтереси інтересам Блоку в цілому та реалізації радянського права втручатися, якщо країна Східного блоку виявиться перехідною до капіталізму.   За вторгненням послідувала хвиля еміграції, включаючи, за оцінками, 70 000 чехів, які спочатку тікали, загалом досягнувши 300 000.  У квітні 1969 року Дубчека замінив на посаді першого секретаря Густав Гусак, і почався період «нормалізації». Хусак змінив реформи Дубчека, очистив партію ліберальних членів, звільнив опонентів із державних посад, відновив повноваження поліцейських органів, прагнув рецентралізувати економіку та відновив заборону політичних коментарів у основних ЗМІ та осіб, яких не вважають мати «повну політичну довіру».   Міжнародний імідж СРСР значно постраждав, особливо серед західних студентських рухів, натхненних «новими лівими» та державами Руху неприєднання. Наприклад, Китайська Народна Республіка Мао Цзедуна засудила як Раду, так і американців як імперіалістів.

### 1970-ті

#### 1974—1990: Етіопія

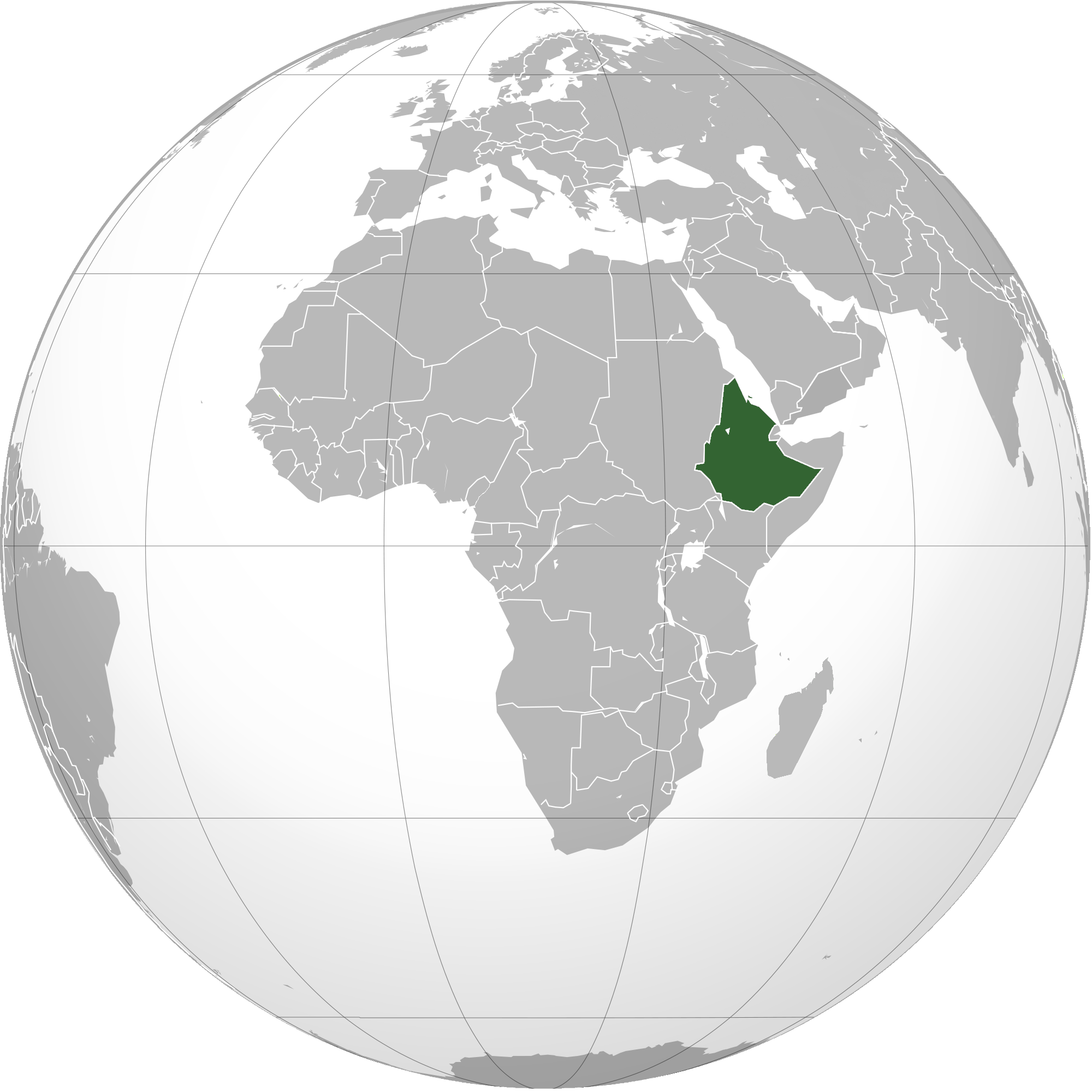
Доеритрейська незалежність Етіопії

Імператор Етіопської імперії Хайле Селассі I продовжував утримувати владу в країні та захищати феодальний лад, який утримував країну. Імперія проіснувала тисячі років, а в 1950-х і 1960-х роках вона починала ставати більш нестабільною. Люди в країні страждали від голодомору, який уряд не зміг пом'якшити або відмовився пом'якшити, наприклад, Голод Тигрея 1958 року, і особливо Голод Голосу з 1972 по 1974 рік   Імператор створив Дерг для розслідування того, як роздавали пайки, але йому надали більше влади та підтримували спільноти серед солдатів. Врешті-решт вони обернулися проти імператора. Вони очолили повалення імператора 12 вересня 1974 року в Етіопській революції.  Невдовзі дерг скасував монархію і поклав край імперії. Лідером Дергу був Менгісту Хайле Маріам. Він став марксистом-леніністом, а Дерг став правити Етіопією як марксистсько-ленінська військова хунта.  СРСР підтримав його і дерга, і вони почали постачати йому зброю і позитивно зображати його. Потім він намагався моделювати Етіопію зі східноєвропейських членів Варшавського договору. 
Коли це сталося, багато інших лівих, сепаратистських та антикомуністичних угруповань піднялися, розпочавши Етіопську громадянську війну. Серед груп був консервативний Етіопський демократичний союз (EDU). Вони представляли землевласників, які були проти політики націоналізації дергів, монархістів та високопоставлених військових офіцерів, витіснених заколотниками дергу. Крім того, існувала низка окремих марксистсько-ленінських груп, які протистояли Дергу з ідеологічних міркувань. Це були Етіопська народно-революційна партія (EPRP), Народний визвольний фронт Тігрея (TPLF), Народно-демократичний рух Етіопії (EPDM) та ВсеЕтіопський соціалістичний рух (MEISON). Дергу довелося боротися з усім цим, разом із багатьма сепаратистськими організаціями та вторгненням Сомалі. СРСР підтримав уряд Дерга.    Дерг за такої підтримки підбурив Кей-Шибір (Етіопський червоний терор), спрямований особливо проти EPRP та MEISON. Тисячі людей були вбиті Кей-Шибіром, а також примусовою депортацією.   А також жорстокий голод 1983—1985 рр. Обрушився на країну, який значно поширився державною політикою. 
У 1987 р. Дерг сформував Народно-Демократичну Республіку Етіопія (PDRE) і продовжував придушувати повстанські угруповання, і Маріам намагалася перейти до соціалістичної республіки. У 1989 р. TPLF і EPDM злилися в Етіопський народний революційний демократичний фронт (EPRDF), і він разом з еритрейськими сепаратистами почав завойовувати позиції та перемоги. У 1990 році, коли Східний блок почав розпадатися, СРСР припинив будь-яку допомогу та постачання в Етіопію. Через рік Менгісту Хайле Маріам втік із країни, оскільки PDRE потрапив до повстанців. 

#### 1978—79: Іран

Розташування Камбоджі

#### 1978—1989: Камбоджа
У роки після війни у В'єтнамі Соціалістична Республіка В'єтнам та Демократична Кампучія намагалися побудувати відносини між собою. Демократична Кампучія була урядом Камбоджі під владою Пол Пота і Червоних кхмерів. Хоча обидві країни намагалися підтримувати добрі відносини, вони обидві все ще підозріло ставились до одних і воювали в епізодичних прикордонних сутичках. У 1977 р. Відносини повністю погіршились, а в 1978 р. Все це зайде. 25 грудня 1978 року В'єтнам вторгся в країну, щоб усунути від влади червоних кхмерів. Їх вторгнення було підтримане СРСР, який у кінцевому підсумку надіслав їм 1,4 мільярда доларів військової допомоги за їх вторгнення, а між 1981—1985 роками досяг максимуму 1,7 мільярда доларів.  Крім того, СРСР надав В'єтнаму загалом $ 5,4 млрд для пом'якшення санкцій та допомоги в їх третьому п'ятирічному плані (1981—1985). СРСР також забезпечував 90 % попиту В'єтнаму на сировину та 70 % імпорту зерна. Поряд із цим СРСР застосував до ООН багато резолюцій, які критикували вторгнення або намагалися накласти на нього санкції.  Незважаючи на те, що цифри свідчать про те, що СРСР був надійним союзником, приватні радянські лідери були незадоволені тим, як Ханой вирішив тупикову ситуацію в Кампучії, і обурилися тягарем своєї програми допомоги В'єтнаму, оскільки їх власна країна переживає економічні реформи. У 1986 р. Радянський уряд оголосив, що зменшить допомогу дружнім країнам; для В'єтнаму ці скорочення означали втрату 20 % економічної допомоги та третини військової допомоги.  Після вторгнення В'єтнам намагався побудувати в країні новий уряд і вести партизанську війну проти червоних кхмерів. Для реалізації нових реформ у країні В'єтнам за підтримки СРСР розпочав передачу військової техніки на декілька років до КПРАФ, який налічував понад 70 000 солдатів. Тоді департамент міжнародних зв'язків міністерства оборони В'єтнаму порадив своїм колегам по Кампучі використовувати лише наявне обладнання, щоб підтримувати поточний рівень своїх операцій, а також не брати участі у великих операціях, які можуть вичерпати ці запаси.  До кінця війни СРСР почав занепадати, але, незважаючи на це, зміна режиму закінчилася успішно, хоча червоні кхмери будуть брати участь у партизанських діях ще багато років.

#### 1979—1989: Афганістан
Під час державного перевороту 1978 року в Афганістані, де комуністична партія взяла владу, вона ініціювала низку радикальних реформ модернізації по всій країні, які були вимушеними та глибоко непопулярними, особливо серед більш традиційного сільського населення та сформованих традиційних структур влади[37]. Характер режиму[38] енергійно придушував опозицію, включаючи страту тисяч політичних в'язнів, призвів до підйому антиурядових збройних формувань, і до квітня 1979 р. Велика частина країни піддалася повстанському повстанню[39]. Сама правляча партія зазнала глибокого суперництва, і у вересні 1979 р. Президент Нур Мохаммад Таракі був убитий за наказом другого командуючого Хафізулли Аміна, що погіршило відносини з СРСР. Врешті-решт радянський уряд під керівництвом Леоніда Брежнєва вирішив розгорнути 40-ву армію 24 грудня 1979 р.[40] Прибувши в столицю Кабул, вони здійснили переворот [41], вбивши президента Аміна і встановивши радянського лояліста Бабрака Кармала з фракція суперника[39]. Розміщення по-різному називали «вторгненням» (західними ЗМІ та повстанцями) або законним втручанням підтримки (СРСР та уряду Афганістану) [42] [43] на основі доктрини Брежнєва.

Розташування Афганістану

У січні 1980 року міністри закордонних справ 34 країн Ісламської конференції прийняли резолюцію, що вимагає «негайного, термінового та безумовного виведення радянських військ» з Афганістану[44]. Генеральна Асамблея ООН прийняла резолюцію, яка протестує проти радянського втручання, шляхом голосування 104 (за) проти 18 (проти), 18 утрималися і 12 членів Асамблеї з 152 країн відсутній або не брав участі в голосуванні; [44] [45] Втручання підтримали лише радянські союзники Ангола, Східна Німеччина та В’єтнам, а також Індія[46]. Афганські повстанці почали отримувати величезні суми допомоги та військової підготовки в сусідніх Пакистані та Китаї [15], за що платили в основному США та арабські монархії в Перській затоці[7][8][15][11][47][48][49][50]. Як задокументовано Архівом національної безпеки, «Центральне розвідувальне управління (ЦРУ) зіграло значну роль у утвердженні впливу США в Афганістані, фінансуючи військові операції, спрямовані на розлад радянського вторгнення в цю країну. Приховані дії ЦРУ працювали через пакистанські спецслужби для досягнення афганських повстанських груп»[51]. Радянські війська окупували міста та основні магістралі зв'язку, тоді як моджахеди вели партизанську війну невеликими групами, що діяли майже на 80 відсотках країни, що знаходилась за межами країни. урядовий та радянський контроль, майже виключно сільська місцевість. [52] Ради використовували свої повітряні сили, щоб жорстоко поводитись як із повстанцями, так і з цивільним населенням, вирівнюючи села, відмовляючи моджахедам у безпечному притулку, руйнуючи життєво необхідні зрошувальні канави та закладаючи мільйони землі мін. [53] [54] [55] [56]

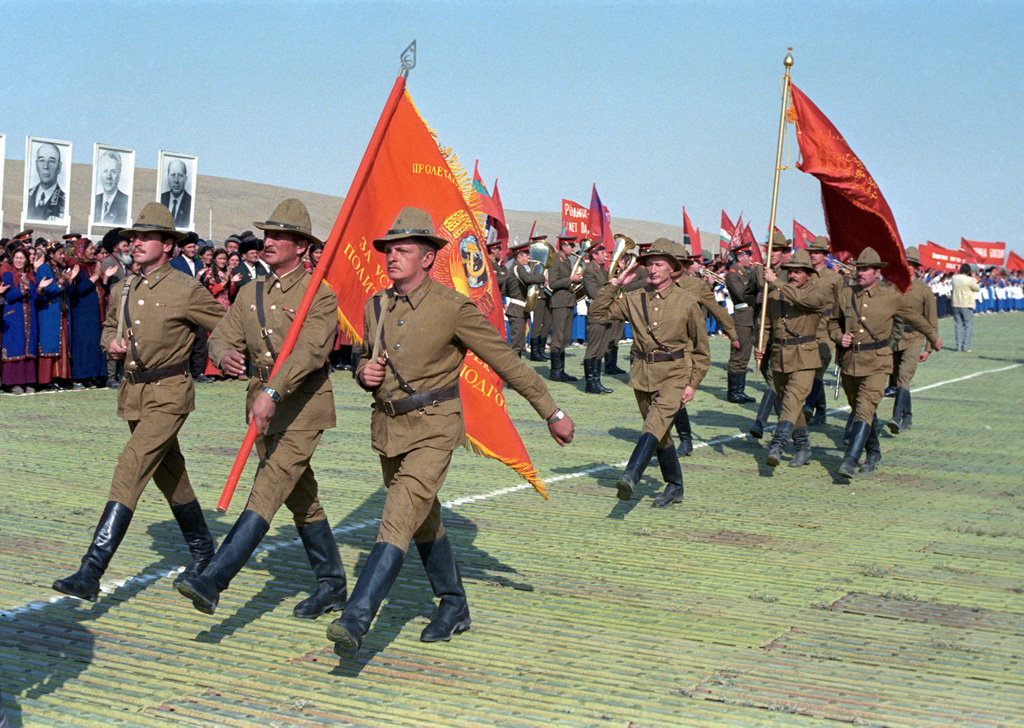
Радянські солдати, що повертаються з Афганістану. 20 жовтня 1986 р., Кушка, Туркменія.

Міжнародне співтовариство запровадило численні санкції та ембарго проти СРСР, а США очолили бойкот літніх Олімпійських ігор 1980 року, що проходили в Москві. Бойкот і санкції посилили напруженість у холодній війні і розлютили радянський уряд, який згодом привів до помсти бойкоту Олімпійських ігор 1984 року в Лос-Анджелесі[57]. Ради спочатку планували забезпечити міста та дороги, стабілізувати уряд під керівництвом нового лідера Кармаля та вийти з країни протягом шести місяців або року. Але вони зустріли запеклий опір партизан[58] і опинились у кривавій війні, яка тривала дев'ять років. [59] До середини 80-х років радянський контингент був збільшений до 108 800, а бойові дії зросли, але військові та дипломатичні витрати на війну для СРСР були високими. [9] До середини 1987 р. СРСР, який нині перебуває під керівництвом реформатора Михайла Горбачова, оголосив, що почне виводити свої сили після зустрічей з урядом Афганістану. [5] [6] Остаточний вивід військ розпочався 15 травня 1988 р. І закінчився 15 лютого 1989 р., Залишивши урядові сили в спокої в битві проти повстанців, яка тривала до 1992 р., Коли колишній уряд, який підтримував СРСР, розпався. Через свою тривалість західні ЗМІ його іноді називають «війною СРСР у В'єтнамі» або «ведмежою пасткою»[60][61] [62]. Провал Рад у війні[63] вважається одним із факторів, що сприяють падінню СРСР[64].

### 1980-ті

#### 1982—1990: Нікарагуа

Протягом усього 20 століття США активно брали участь у Нікарагуа. Після другої окупації Нікарагуа керівництвом залишилася дружня до США сім'я Сомоса. За їх правління нерівність та політичні репресії стали нестримними. У 1961 р. ФСЛН (Фронт національного визволення Сандіністи), широко відомий як сандіністи, був заснований радикальними студентами, щоб протистояти їхній владі. Протягом 1960-х вони нарощували свою політичну базу та організацію. У 1970-х роках вони розпочали опір уряду, і режим Сомоса визнав їх загрозою. У січні 1978 року журналіста-антисомозця Педро Хоакіна Чаморро Карденала було вбито, ймовірно, союзниками Сомоси. В результаті по всій країні почалися заворушення. FSLN також закликав до загального страйку, який би надзвичайно успішно зупинив більшість підприємств країн. 22 серпня 1978 р. FSLN здійснив масову серію викрадень людей та нападів проти уряду Сомоса. На початку 1979 року ОАГ (Організація американських держав) була посередником переговорів між обома групами, але сандіністи зупинили їх, коли зрозуміли, що режим Сомоса не мав наміру ініціювати вільні вибори. У червні 1979 р. Саніністи тримали владу над більшістю території країни, крім столиці, а в липні 1979 р. Анастасіо Сомоза Дебайл подав у відставку, а його наступник передав столицю ФСЛН.
Під час первинного повалення сандіністи вже отримували підтримку лівих та лівих урядів. СРСР негайно налагодив відносини з новим урядом, і вони стали добрими союзниками. СРСР почне направляти допомогу та військову зброю уряду. Протягом 1980-х років СРСР надавав повну політичну, економічну, військову та дипломатичну підтримку лівому уряду Нікарагуа. Вони надавали сандіністам безкоштовні кредити, економічні субсидії та гранти на важку зброю. Нікарагуанці не отримували безкоштовно озброєння, наприклад, важкоозброєні ударні вертольоти МІ-24 (Hinds) та транспортні вертольоти Мі-17. Вже колишні частини режиму Сомоса почали перегрупуватися та організовуватись уздовж нікарагуанського кордону, формуючи Контр. В США адміністрація Картера намагалася співпрацювати з новим урядом ФСЛН, але наступна адміністрація Рейгана мала набагато антикомуністичну зовнішню політику і почала надавати допомогу контрастам. Contras розпочав наступ на уряд FSLN у 1981 році. У відповідь СРСР наростив свою військову підтримку в 1982 році. Вони продовжуватимуть підтримувати контрастів до тих пір, поки не відбудуться загальні вибори в Нікарагуа 1990 року і не припиняться їхні бойові дії.   